# 藤原一郎
藤原 一郎（ふじわら いちろう、1922年（大正11年）1月13日 - 2000年（平成12年）7月18日）は、昭和から平成時代の通産官僚。実業家。通産事務次官。電源開発社長、同顧問。

## 経歴
岡山県岡山市出身。藤原末作・貞子の長男として生まれる。1948年（昭和23年）東京大学法学部政治学科を卒業し、翌1949年商工省総務局に入る。同期に牧野隆守、村上信二郎、平松守彦、大永勇作（元中小企業信用保険公庫総裁）、大薗英夫（元日本自転車振興会理事長）らがいる。大臣秘書官事務取扱、貿易振興局輸出保険課長、大臣官房審議官、化学工業局化学第一課長、企業局外資課長、貿易振興局貿易振興課長、産業政策局総務課長、中小企業庁小規模企業部長、通産省大臣官房審議官、生活産業局長、官房長、通商政策局長を経て、1981年（昭和56年）6月、通産事務次官に就任した。
翌年の1982年（昭和57年）10月に退官し、1983年（昭和58年）6月、電源開発副総裁を経て、1986年（昭和61年）10月に同社長、1991年（平成3年）7月、同顧問に転じた。この間、貿易保険機構や貿易保険審議会の会長、日本原子力産業会議常任理事などを務めた。2000年（平成12年）7月18日、急性心不全のため東京都世田谷区奥沢の自宅で死去した。

## 栄典
勲章等
- 1992年（平成4年）6月 - 勲一等瑞宝章[1]

## 親族
- 父 藤原末作（大阪高等検察庁検事長）[1][3][4]
- 二男 藤原昌雄（千代田化工建設常務）[1][5]